# 수원 JS컵
수원 JS컵은 박지성이 설립한 자선재단인 JS 파운데이션의 주최로 수원월드컵경기장에서 2015년 처음 개최된 대회이다. 비슷한 성격의 대회로는 수원컵 U-20 국제 청소년 국가대표 축구대회가 있었으며, 2003년부터 2011년 대회까지 개최되었고 이후 폐지되었다. 하지만 수원컵 U-20 축구 대회는 FIFA U-20 월드컵 본선 진출 4개국 대회로 2년마다 개최된 대회였으나, 수원 JS컵은 2017년 FIFA U-20 월드컵에서 대한민국 대표팀의 선전을 기원하며 개최된 대회이다.

## 대회 결과
| 수원컵 국제청소년축구대회 |      |          |            |            |                   |
| 2003                      | U-20 | 대한민국 | 슬로바키아 | 콜롬비아   | 오스트레일리아    |
| 2005                      | U-20 | 대한민국 | 미국       | 아르헨티나 | 이집트            |
| 2007                      | U-20 | 칠레     | 대한민국   | 폴란드     | 감비아            |
| 2009                      | U-20 | 대한민국 | 이집트     | 일본       | 남아프리카 공화국 |
| 2011                      | U-20 | 우루과이 | 나이지리아 | 대한민국   | 뉴질랜드          |
| 수원 JS컵                 |      |          |            |            |                   |
| 2015                      | U-18 | 벨기에   | 프랑스     | 대한민국   | 우루과이          |
| 2016                      | U-20 | 대한민국 | 브라질     | 프랑스     | 일본              |
| 2018                      | U-20 | 멕시코   | 모로코     | 대한민국   | 베트남            |

## 같이 보기
- 수원 컨티넨탈컵
- 2015년 FIFA U-17 월드컵
- 2017년 FIFA U-20 월드컵 (한국 개최)
- 이승우 (1998년)